# الحي الإسلامي (طرابلس)
الحي الإسلامي هو حي تجاري في وسط مدينة طرابلس العاصمة الليبية. تحده مناطق حي الأندلس في الغرب غوط الشعال وفي الجنوب الدريبي وهي منطقة مشتهرة ببيع اللحوم وبها أكبر أسواق طرابلس يسمى سوق الثلاثاء ويعد من أكبر الأسواق في مدينة طرابلس. وهذا الحي يعتبر من الأحياء الشعبية في مدينة طرابلس.